# Агмадабад-е Шаджерд
Агмадабад-е Шаджерд (перс. احمدابادشادجرد) — село в Ірані, у дегестані Таразнагід, у Центральному бахші, шагрестані Саве остану Марказі. За даними перепису 2006 року, його населення становило 24 особи, що проживали у складі 7 сімей.

## Клімат
Середня річна температура становить 18,95 °C, середня максимальна – 38,83 °C, а середня мінімальна – -2,82 °C. Середня річна кількість опадів – 242 мм.
| Клімат поселення                              | Клімат поселення | Клімат поселення | Клімат поселення | Клімат поселення | Клімат поселення | Клімат поселення | Клімат поселення | Клімат поселення | Клімат поселення | Клімат поселення | Клімат поселення | Клімат поселення | Клімат поселення |
| Показник                                      | Січ.             | Лют.             | Бер.             | Квіт.            | Трав.            | Черв.            | Лип.             | Серп.            | Вер.             | Жовт.            | Лист.            | Груд.            |                  |
| Середній максимум, °C                         | 13,52            | 15,89            | 20,01            | 26,90            | 32,28            | 37,42            | 38,83            | 37,98            | 33,73            | 26,54            | 19,62            | 13,75            |                  |
| Середня температура, °C                       | 5,36             | 7,73             | 11,84            | 18,75            | 24,11            | 29,26            | 32,16            | 31,32            | 27,05            | 19,88            | 12,94            | 7,10             |                  |
| Середній мінімум, °C                          | −2,82            | −0,42            | 3,67             | 10,58            | 15,95            | 21,09            | 25,50            | 24,64            | 20,38            | 13,19            | 6,28             | 0,41             |                  |
| Норма опадів, мм                              | 40               | 35               | 39               | 25               | 16               | 3                | 1                | 1                | 2                | 18               | 26               | 36               |                  |
| Середньомісячна швидкість вітру, м/с          | 1.63             | 2.37             | 2.75             | 3.20             | 3.07             | 3.00             | 3.11             | 2.92             | 2.49             | 2.30             | 1.77             | 1.58             |                  |
| Середньомісячна сонячна радіація, кДж/м²·день | 9483             | 12326            | 14842            | 18331            | 22347            | 26087            | 25524            | 23563            | 20086            | 14948            | 11161            | 8961             |                  |
| --------------------------------------------- | ---------------- | ---------------- | ---------------- | ---------------- | ---------------- | ---------------- | ---------------- | ---------------- | ---------------- | ---------------- | ---------------- | ---------------- | ---------------- |
| Джерело:                                      |                  |                  |                  |                  |                  |                  |                  |                  |                  |                  |                  |                  |                  |